# Miguel Olaortúa Laspra
Miguel Olaortúa Laspra O.S.A (Bilbao, España, 22 de noviembre de 1962-Iquitos, Perú, 1 de noviembre de 2019) fue un religioso agustino español y obispo de Iquitos.

## Biografía
El 2 de octubre de 1982 profesó en la  orden de San Agustín y el 4 de octubre de 1987 fue ordenado sacerdote en la Catedral de Santiago de Bilbao. Tras su ordenación, comenzó a estudiar filosofía y teología en el Seminario Mayor de los padres agustinos de Valladolid y también en la Universidad de Deusto. Seguidamente se trasladó a Italia, donde se licenció en ciencias de la educación por la Universidad Pontificia Salesiana de Roma. En cuanto finalizó sus estudios universitarios, regresó a España, donde inició su ministerio sacerdotal en la diócesis de Bilbao como sacerdote y en la archidiócesis de Zaragoza como vicario parroquial de la parroquia de Santa Rita, profesor en la escuela de catequesis de la archidiócesis, coordinador del Colegio de San Agustín del cual llegó a ser director, prior de los agustinos y consejero provincial de los agustinos en Zaragoza.
El 2 de febrero de 2011, el papa Benedicto XVI lo nombró vicario apostólico del vicariato apostólico de Iquitos en Perú y también fue nombrado obispo titular de la diócesis africana titular de Abir Maggiore. Recibió el sacramento del orden el 16 de abril del mismo año, de manos del arzobispo de Valladolid, Ricardo Blázquez Pérez y como coconsagrantes estuvieron el nuncio apostólico en España y Andora, Renzo Fratini, el entonces vicario apostólico de Iquitos y actual emérito Julián García Centeno, el obispo de Teruel y Albarracín, Carlos Manuel Escribano Subías y el obispo de Bilbao, Mario Iceta Gavicagogeascoa.
Desde el 8 de agosto de 2011, ocupó también en Perú el cargo de administrador apostólico del vicariato apostólico de San José de Amazonas en el distrito de Indiana de la provincia de Maynas en el departamento de Loreto.
El 1 de noviembre de 2019 falleció en Iquitos, capital del departamento de Loreto. Sus restos fueron velados en la Iglesia Matriz de Iquitos y sepultados el lunes 4 de noviembre en la cripta de dicho edificio religioso.